# Eriphus bahiensis
Eriphus bahiensis är en skalbaggsart som beskrevs av Louis Alexandre Auguste Chevrolat 1862. Eriphus bahiensis ingår i släktet Eriphus och familjen långhorningar. Inga underarter finns listade i Catalogue of Life.